# Czermin (gmina w województwie pomorskim)
Czermin (od 1942 de facto Sadłowo)  – dawna gmina wiejska istniejąca de facto do 1940 roku, de jure do 1954 roku. Siedzibą gminy był Czermin (obecnie część wsi Kwiatkowo).
Gmina zbiorowa Czermin powstała w 1867 roku w powiecie rypińskim w guberni płockiej. W okresie międzywojennym gmina Czermin należała do powiatu rypińskiego w woj. warszawskim. 1 kwietnia 1938 gminę wraz z całym powiatem rypińskim przeniesiono do woj. pomorskiego.
Podczas II wojny światowej gminę włączono do nowej Rzeszy; należące przed wojną do gminy Czermin Stawiska włączono do sąsiedniej gminy Osiek (Lindenschanz), a należącą przed wojną do gminy Czermin gromadę Zakrocz włączono do nowo utworzonej gminy Rypin (Rippin-Land); natomiast do gminy Czermin włączono gromadę Puszcza Rządowa z przedwojennej gminy Pręczki oraz miejscowość Puszcza Leśna, należącą przed wojną do Rypina (obie Puszcze połączono w jedną gromadę). 25 czerwca 1942 gminę Czermin zniesiono, przekształcając ją w gminę Sadłowo (Sedlau).
Po wojnie, dekretem PKWN z 21 sierpnia 1944 o trybie powołania władz administracji ogólnej I i II instancji, uchylono wszelki zmiany w podziale administracyjnym państwa wprowadzone przez okupanta (art. 11). Niejednak zmiany w podziale administracyjnym powiatu rypińskiego wprowadzone podczas wojny utrzymywały się w praktyce także po wojnie. 
Było to praktykowane do tego stopnia, że Wojewoda Pomorski wydał 22 kwietnia 1950 specjalne ogłoszenie informujące o powróceniu do stanu administracyjnego z 1 września 1939, podkreślając szczególnie, że „parc. Stawiska i rum. Stawiska należą do gminy wiejskiej Czermin a nie do gminy wiejskiej Osiek". Tak więc przedwojenna gmina Czermin funkcjonowała de iure także po wojnie, choć w praktyce nadal stosowano zarówno nazewnictwo jak i skład gmin wprowadzony przez okupanta. Na przykład, GUS-owski oficjalny Wykaz Gromad Polskiej Rzeczypospolitej Ludowej według stanu z dnia 1.VII 1952 r. dalej wylicza gminę Sadłowo w miejsce gminy Czermin, a gromadę Stawiska nadal zalicza do gminy Osiek. Podobnie było nawet w wydawnictwach wojewódzkich, np. w Dzienniku Urzędowym Wojewódzkiej Rady Narodowej w Bydgoszczy z 1954 w opisie gmin i gromad podlegających transformacji w związku z reformą administracyjną państwa. Brak konsensusu trwał do jesieni 1954, kiedy to formalnie zniesiono gminy wiejskie w  miejsce gromad.